# Jennifer Esposito
Pour les articles homonymes, voir Esposito.
Jennifer Esposito est une actrice américaine née le 11 avril 1973 à Brooklyn, New York (États-Unis).
Elle est principalement connue, à la télévision, pour avoir joué dans les séries télévisées suivantes : Spin City (1997-1999), Related (2005-2006), Samantha qui ? (2007-2009), Blue Bloods (2010-2013), Taxi Brooklyn (2014), Mistresses (2015) et NCIS : Enquêtes spéciales (2016-2017).
Au cinéma, elle a notamment joué dans les films d'horreur Souviens-toi... l'été dernier 2 (1998) et Dracula 2001 (2000), le thriller Pas un mot (2001), les drames acclamés par la critique Summer of Sam (1999) et Collision (2004) ainsi que les comédies Bending the Rules (2012) et Broadway Therapy (2014).

## Biographie

### Enfance et formation
La mère de Jennifer Esposito, Phyllis, est décoratrice d'intérieur et son père, Robert Esposito, est un producteur de musique d'origine napolitaine. Elle est la plus jeune de leurs deux filles. Elle a des origines italiennes. Élevée à Staten Island, elle est diplômée de l'école catholique Moore.
Elle décide de se lancer dans une carrière dans le milieu du divertissement et se forme au métier de comédienne à l'Actors Studio.

### Vie privée
Elle a été mariée à l'acteur Bradley Cooper, de décembre 2006 à avril 2007.
En 2011, elle est diagnostiquée atteinte de maladie cœliaque.
En novembre 2014, elle se marie avec Louis Dowler, un mannequin britannique, ancien compagnon de l'actrice Kate Winslet. En mars 2016, elle demande le divorce.

## Carrière

### Débuts à la télé et au cinéma (1990)
Après un rôle mineur dans la série The City ainsi que dans l'adaptation télévisuelle de la pièce de Broadway, The Sunshine Boys, elle fait officiellement ses débuts à la télévision, en apparaissant dans un épisode de la série judiciaire New York, police judiciaire, en 1996.
En 1997, elle participe à trois longs métrages indépendants avant de décrocher son premier rôle important pour la sitcom politique Spin City, popularisée par Michael J. Fox. Elle incarne Stacey Paterno, une jeune femme au fort caractère, superficielle et excentrique, pendant deux saisons, jusqu’à la disparition inexpliquée de son personnage au milieu de la troisième saison. La série est acclamée par la critique et son interprète principal est récompensé à quatre reprises pour le Golden Globe du meilleur acteur dans une série télévisée.
Forte de cette visibilité plus importante, l'actrice enchaîne les projets à la fin des années 1990. Elle joue les guest star pour les séries policières New York Undercover (pour un arc narratif de trois épisodes) et New York, unité spéciale (pour un épisode).
En 1998, au cinéma, elle participe au film d'horreur américain de type slasher réalisé par Danny Cannon, Souviens-toi... l'été dernier 2, suite directe de Souviens-toi... l'été dernier, sorti en 1997 et gros succès au box office. Elle fait partie des nouveaux visages de ce second volet, avec Brandy Norwood et Mekhi Phifer et côtoie les héros du premier opus, Jennifer Love Hewitt et Freddie Prinze Jr. Le film divise la critique et la profession mais rencontre un important succès au box office.
En 1999, elle décroche un de ses rôles les plus remarquables pour le drame Summer of Sam du célèbre réalisateur Spike Lee. Le film relate la psychose à New York autour des meurtres en série de David Berkowitz, dit « Le fils de Sam », durant l'été caniculaire de 1977. Elle devait initialement incarner Dionna (finalement interprétée par Mira Sorvino), mais finit par incarner Ruby, un rôle qui avait été proposé à Sarah Michelle Gellar. Cette même année, elle joue les seconds rôles pour la comédie romantique Le Célibataire avec Chris O'Donnell et Renée Zellweger.

### Seconds rôles (2000)
En 2000, elle retrouve Spike Lee dans le drame He Got Game avec Denzel Washington. Cette nouvelle collaboration est très bien reçue par la critique. Elle joue un vampire dans le film d'horreur de Wes Craven, Dracula 2001, qui reçoit une nomination au prix du meilleur film d'horreur par l'Académie des films de science-fiction, fantastique et horreur, en 2001.
Il s'ensuit, toujours en 2001, le thriller Pas un mot avec Michael Douglas et Sean Bean dans lequel elle officie en tant que second rôle aux côtés de Brittany Murphy. Puis, elle est la tête d'affiche de la comédie indépendante Braquage au féminin avec Alyson Hannigan.
L'année d'après, elle rejoint la comédie Bienvenue à Collinwood avec William H. Macy, Sam Rockwell, George Clooney et Isaiah Washington, mais le film est boudé par le public et passe inaperçu. Elle s'essaie à la comédie familiale d'aventures pour The Master of Disguise avec Dana Carvey, qui une fois de plus ne rencontre pas l'unanimité et divise la critique lors de cérémonies de récompenses.
En 2003, elle officie en tant que chanteuse pour le dernier court-métrage du studio Walt Disney Animation France de Montreuil avant sa fermeture, Destino.
En 2004, elle rejoint la distribution du film choral américano-allemand réalisé par Paul Haggis, Collision. Une peinture réaliste sur la composition de l'Amérique d'aujourd’hui et de son communautarisme exacerbé. Ce drame est acclamé par la critique, il est notamment lauréat, en 2006, de l'Oscar du meilleur film, l'Oscar du meilleur scénario original et de l'Oscar du meilleur montage. L'ensemble de la distribution est également récompensée à plusieurs reprises, notamment lors du Festival du film de Hollywood, par la Broadcast Film Critics Association et lors de la prestigieuse cérémonie des Screen Actors Guild Awards. C'est également un succès au box office, rapportant sept fois plus que son coût de production.
Elle termine l'année en étant au casting du remake du film français Taxi de Gérard Pirès (1998), New York Taxi qui met en vedette Queen Latifah et Jimmy Fallon, cette comédie d'action réalise un petit succès au box office, à défaut de convaincre réellement la critique. Dans le même temps, elle joue, dans un arc narratif de plusieurs épisodes, de la sixième saison de la série comique Amy avec Amy Brenneman.
Entre 2005 et 2006, elle joue le rôle principal de la série tragi-comique, Related qui met en scène la vie de quatre sœurs d'origine italienne, inséparables depuis le décès de leur mère, dans la ville de New York. Au casting, Lizzy Caplan, Laura Breckenridge et Kiele Sanchez, dans le rôle de ses sœurs. La série est finalement annulée par The WB à la fin de la première saison, faute d'audiences.
10 ans après avoir prêté ses traits au personnage Gina Tucci, elle retrouve les plateaux de  New York, police judiciaire pour un épisode.
En 2007, elle décroche un rôle récurrent dans la quatrième saison de Rescue Me : Les Héros du 11 septembre puis signe pour être l'un des personnages principaux de la sitcom Samantha qui ? avec Christina Applegate. Cette comédie suit le parcours de Samantha qui se réveille à l'hôpital après huit jours passés dans le coma, sans souvenirs de son passé. Jennifer Esposito incarne Andrea Belladonna, la meilleure amie de Samantha, un personnage haut en couleur, pendant deux saisons, jusqu'en 2009, date de l'arrêt du show distribué par ABC. La série fut appréciée par la critique.

### Médiatisation télévisuelle (2010)
Après un premier rôle dans le téléfilm romantique, Un amour plus que parfait, Jennifer Esposito rejoint l'équipe de la série Blue Bloods, dès la première saison, en 2010. Elle y joue l'inspecteur de police Jackie Curatola, l'équipière de l'inspecteur Danny Reagan (interprété par Donnie Wahlberg). La série rencontre un large succès critique et public.
Durant le tournage de la saison 3, elle informe la chaîne CBS que son état de santé devrait l'empêcher d'être pleinement disponible pour la série. Jennifer Esposito souffre en effet de la maladie cœliaque. Son état de santé avait été rendu public en octobre 2011, durant l'émission Late Show with David Letterman.
Le 20 octobre 2012, CBS annonce que son personnage est écarté du tournage pour une durée indéterminée. Jennifer Esposito et CBS étaient en désaccord depuis plusieurs semaines au sujet de l'impact de son état de santé sur la série. Elle s'était en effet effondrée durant le tournage d'un précédent épisode de la saison avant d'être absente durant toute une semaine. Un nouvel inspecteur, interprété par Megan Ketch, la remplace alors dans la série.
Cette année-là, elle est nommée pour le Behind the Voice Actors Awards de la meilleure distribution, pour le travail de doublage réalisé pour les besoins de la série télévisée d'animation, The Looney Tunes Show.
Au cinéma, elle est l'une des têtes d'affiche de la comédie Bending the Rules avec Jamie Kennedy et Adam Copeland.
En 2014 elle campe le rôle d'un médecin légiste dans la série Taxi Brooklyn de Luc Besson. Cette série télévisée franco-américaine, mêlant la comédie et l'action, est inspirée par la série de films Taxi, créée par Gary Scott Thompson et produite par TF1. À la suite de cette première saison, en raisons des audiences jugées insuffisantes, TF1 et NBC ont décidé d'arrêter la série.
Cette même année, elle rejoint la comédie romantique réalisée par Peter Bogdanovich, Broadway Therapy, avec Owen Wilson et Jennifer Aniston qui partagent la vedette. Le film est présenté hors compétition au Festival international du film de Venise.
En 2015, elle intègre la saison 3 de Mistresses, elle y incarne Calista Raines, une grande styliste, elle rejoint ce casting pour combler le vide laissé par l'abandon d'Alyssa Milano. Malgré le succès que rencontre la série, elle annonce ne pas vouloir revenir pour une saison 4 lorsque le programme est renouvelé en septembre 2015, l'actrice n'ayant signé que pour un contrat d'un an. Cependant elle rejoint un autre show, The Affair, où elle incarne la sœur de Noah (Dominic West). Elle apparaît dans six épisodes, entre la seconde et troisième saison.
En 2016, elle intègre la distribution principale de la série policière NCIS : Enquêtes spéciales à partir de la quatorzième saison de cette série dérivée de JAG, en remplacement à la suite du départ de Michael Weatherly. Elle incarne Alexandra Quinn, un agent expérimentée qui a quitté le travail de terrain pour devenir instructrice au Centre de formation. Son personnage se fait finalement enrôler par Gibbs, qui veut utiliser au mieux ses talents et son intelligence pour la ramener sur le terrain.
NCIS : Enquêtes spéciales remporte un vif succès aux États-Unis, où elle est l'une des séries télévisées les plus regardées depuis 2009. Malgré cet évident engouement, l'actrice annonce, en 2017, quitter la série après avoir participé à une seule saison et vingt quatre épisodes. Une décision qui ne lui revient pas, son départ étant essentiellement lié au décès de Gary Glasberg, showrunner de la série depuis 2009 et créateur de son personnage. Elle est remplacée par l'actrice Maria Bello.
Après 4 ans d'absences, elle fait son retour au cinéma pour le thriller Speed Kills, dans lequel elle donne la réplique à Katheryn Winnick et John Travolta, dont elle joue l'épouse. Fidèle au petit écran, elle rejoint ensuite la distribution de l'adaptation télévisuelle de la série de comics The Boys, elle y incarne l'agent de la CIA, Susan Raynor.

## Filmographie

### Cinéma

#### Longs métrages
- 1997 : A Brooklyn State of Mind (en) de Frank Rainone : Donna Delgrosso
- 1997 : A Brother's Kiss de Seth Zvi Rosenfeld : Lucy
- 1997 : Embrasse-moi Gino (Kiss Me, Guido) de Tony Vitale : Debbie
- 1998 : Quitte ou double (No Looking Back) d'Edward Burns : Teresa
- 1998 : Side Streets (en) de  Tony Gerber : Jessica
- 1998 : Souviens-toi… l'été dernier 2 (I Still Know What You Did Last Summer) de Danny Cannon : Nancy
- 1998 : Charlie Hoboken de Thomas F. Mazziotti : La fille dans l'église
- 1999 : Summer of Sam de Spike Lee : Ruby
- 1999 : Le Célibataire (The Bachelor) de Gary Sinyor : Daphne
- 2000 : He Got Game de Spike Lee : Mme Janus
- 2000 : Dracula 2001 (Dracula 2000) de Patrick Lussier : Solina
- 2001 : Backflash de Philip J. Jones : Olive Dee 'Harley' Klintucker vidéofilm
- 2001 : The Proposal de Richard Gale : Susan Reese
- 2001 : Le Match (Made) de Jon Favreau : Club Girl
- 2001 : Pas un mot (Don't Say a Word) de Gary Fleder : Détective Sandra Cassidy
- 2001 : Braquage au féminin (Beyonds the City Limits) de Gigi Gaston : Helena Toretti
- 2002 : Bienvenue à Collinwood (Welcome to Collinwood) de Anthony Russo et Joe Russo : Carmela
- 2002 : The Master of Disguise de Perry Andelin Blake : Jennifer Baker
- 2004 : Rupture mode d'emploi (Breakin' All the Rules) de Daniel Taplitz : Rita Monroe
- 2004 : New York Taxi (Taxi) de Tim Story : Lieutenant Marta Robbins
- 2005 : Collision (Crash) de Paul Haggis : Ria
- 2006 : Jesus, Mary and Joey de James Quattrochi : Frankie Vitello
- 2007 : American Crude de Craig Sheffer : Carlos
- 2008 : Conspiration d'Adam Marcus : Joanna
- 2009 : Four Single Fathers de Paolo Monico : Suzanne
- 2011 : Mamitas de Nicholas Ozeki : Miss Ruiz
- 2012 : Bending the Rules d'Artie Mandelberg : Garcia
- 2014 : Broadway Therapy de Peter Bogdanovich : Margie
- 2018 : Speed Kills de Jodi Scurfield : Kathy Aronoff
- 2019 : Mary de Michael Goi : Détective Clarkson
- 2019 : Mob Town de Danny A. Abeckaser : Natalie Passatino

#### Courts métrages
- 1999 : Just One Time de Lane Janger : Michelle[23]

### Télévision

#### Séries télévisées
- 1995 : The City : Connie Soleito
- 1996 : New York, police judiciaire (Law & Order) : Gina Tucci (saison 7, épisode 3)
- 1997 : Feds : Flo
- 1997 - 1999 : Spin City : Stacey Paterno
- 1998 : New York Undercover : Gina Stone
- 2000 : New York, unité spéciale (Law and Order : Special Victims Unit) : Sarah Logan (saison 1, épisode 20)
- 2004 : Amy (Judging Amy) : Louann "Crystal" Turner
- 2005 - 2006 : Related : Ginnie Sorelli
- 2006 : New York, police judiciaire (Law & Order) : Justine Bailey (saison 17, épisode 7)
- 2007 : Rescue Me : Les Héros du 11 septembre (Rescue Me) : Nona
- 2007 - 2009 : Samantha qui ? (Samantha Who ?) : Andrea Belladonna
- 2010 : Mercy Hospital : Jules Fattore
- 2010 - 2013 : Blue Bloods : Jackie Curatola
- 2011 - 2012 : The Looney Tunes Show : Tina Russo Duck (voix)
- 2014 : Taxi Brooklyn : Dr Monica Pena
- 2015 : Mistresses : Calista Raines
- 2015 - 2017 : The Affair : Nina Solloway
- 2016 - 2017 : NCIS : Enquêtes spéciales (NCIS) : Agent Spécial Alexandra Quinn
- 2018 : Blindspot : Lynnette Belmont
- 2019 : New York, unité spéciale : sergent Phoebe Baker (saison 20, épisode 15)
- 2019 - 2020 : The Boys : Susan Raynor, Agent de la CIA
- 2020 - 2021 : Awkwafina Is Nora from Queens : Brenda
- 2021 : New York, unité spéciale : sergent Phoebe Baker (saison 22, épisodes 4, 11 et 16)

#### Téléfilms
- 1995 : The Sunshine Boys de John Erman : Jeannie
- 2003 : Partners and Crime de Thomas Carter
- 2005 : Passions sous la neige (Snow Wonder) de Peter Werner : Pilar
- 2006 : More, Patience d'Arlene Sanford : Patience More
- 2010 : Un amour plus que parfait (The Wish List) de Kevin Connor : Sarah Fischer

## Distinctions
Sauf indication contraire ou complémentaire, les informations mentionnées dans cette section proviennent de la base de données IMDb.

### Récompenses
- Awards Circuit Community Awards (ACCA Awards) 2005 : Meilleure distribution pour Collision
- Hollywood Film Award 2005 : Meilleure distribution pour Collision
- Broadcast Film Critics Association 2006 : Meilleure distribution pour Collision
- Gold Derby Awards 2006 : Meilleure distribution pour Collision
- Screen Actors Guild Awards 2006 : Meilleure distribution pour Collision

### Nominations
- Gotham Awards 2005 : Meilleure distribution pour Collision
- Behind the Voice Actors Awards 2012 : Meilleure performance de doublage par une distribution dans une série télévisée pour The Looney Tunes Show